# スイミー
『スイミー』（Swimmy）は、オランダ出身のアメリカの絵本作家レオ・レオニ作の絵本である。1963年に出版された。
日本では谷川俊太郎の翻訳により『スイミー ちいさなかしこいさかなのはなし』の邦題で1969年に好学社から出版された。また、光村図書出版が発行する小学校2年生用の国語教科書に1977年から載録されている。
1986年にこの絵本を原作としたアニメ映画『がんばれスイミー』が公開された。

## あらすじ
スイミーは小さな魚。仲間たちがみんな赤い魚だったのに、スイミーだけは真っ黒な小魚だった。しかし、泳ぎは仲間の誰よりも速かった。大きな海で暮らしていたスイミーと仲間たちだったが、大きなマグロに仲間を食べられてしまい、泳ぎが得意だったスイミーだけがなんとか助かる。
仲間を失ったスイミーはさまざまな海の生き物たちに出会いながら放浪するうちに、岩の陰に隠れて大きな魚に怯えながら暮らす仲間そっくりの赤い魚たちを見つける。スイミーは一緒に泳ごうと誘うのだが、大きなマグロたちが怖いからと小魚たちは出てこない。
そこでスイミーは、大きなマグロたちに食べられることなく自由に海を泳げるように、みんなで集まって大きな魚のふりをして泳ぐことを提案する。そしてスイミーは自分だけが黒い魚なので、自分が目になることを決意するのだった。かくして赤い魚たちは大きなマグロたちを追い払い、海をすいすい泳げるようになったのであった。

## 原画
現存する原画はスロバキア国立美術館に所蔵されている5枚のみである。1967年に第1回ブラティスラヴァ世界絵本原画展(BIB)で『スイミー』が「金のりんご賞」を受賞した縁から所蔵されたものとみられるが、所蔵された原画は実際の絵本の絵とは細部が異なる。絵本に使われた原画は所在不明である。

## 教科書
日本では光村図書出版の小学生用の教科書「国語　二年上巻」の1977年度（昭和52年度）版から、国語の教科書に採用されている。

### 文章
翻訳版の絵本と教科書とは、文章が一部異なる。これは国語教材としての配慮により、縦書きに変更、一部の単語を漢字化、助詞・助動詞の変更、口語体・文末表現の変更、記号類の削除などの改変が施されているためである。

### 挿絵の向き
原作の絵本は横書き・左開きであるため、スイミーたちがページをめくる方向の右に進んでいくように絵が描かれている。しかし国語の教科書は縦書き・右開きであるため、絵本の絵をそのまま使うとスイミーたちの動きとページをめくる方向が逆になってしまい不自然であった。
しかし、レオニから「絵を反転して使用する許諾」が得られなかったため、他学年の国語の教科書の挿絵も手掛ける絵本作家のかすや昌宏により、「スイミーたちが左に向かって進む挿絵」が描き下ろされ、当初はこの挿絵が教科書で使用されていた。
その後、レオニの許諾を得て、1986年度（昭和61年度）版からは「絵本の絵を反転したもの」を挿絵として使用した。しかしレオニの死後、著作権管理会社から「絵本と同じ絵」を使用するよう申し入れがあり、著作権における同一性保持権の観点から2014年度（平成26年度）版から絵本と同じ絵を挿絵として使用している。

## 日本語訳
- 『スイミー―ちいさなかしこいさかなのはなし』 訳：谷川俊太郎 1969年 好学社 ISBN 9784769020011
- 『英語でもよめる スイミー』訳：谷川俊太郎　2013年6月　好学社（英語による原文を併録）　ISBN 9784769020288